# Tetrorchidium rotundatum
Tetrorchidium rotundatum är en törelväxtart som beskrevs av Paul Carpenter Standley. Tetrorchidium rotundatum ingår i släktet Tetrorchidium och familjen törelväxter. Inga underarter finns listade i Catalogue of Life.